# フェスティバル/トーキョー
フェスティバル/トーキョー（略称:F/T）は、豊島区の会場を中心に東京都内で開催されていた国際舞台演劇祭。1988年に始まった『東京国際演劇祭'88池袋』を起点とし、1995年に東京国際舞台芸術フェスティバル、2002年に東京国際芸術祭(TIF)と、複数回の名称変更を経て、2009年から現在の名称となった。2020年秋に開催した「フェスティバル / トーキョー20」をもって終了した。

## 概要
「日本最大級の国際舞台芸術フェスティバル」とアピールしているフェスティバル/トーキョーでは、国内外の最先端の舞台芸術の招聘公演やクリエーションを行うほか、シンポジウムや教育プログラムなども合わせて実施されている。また、「脱舞台」のテーマも提示し、劇場の舞台にて公演されるという従来の演劇の枠組みには囚われない、特殊な演劇も守備範囲となっている。
近年では、劇場の外に舞台芸術をもちこむ「まちなかパフォーマンスシリーズ」や、アジアの一国を選び、その国を様々な切り口から紹介する「アジアシリーズ」を展開。また、野外の施設を利用した大規模なオープニングイベントの実施や、国際共同製作作品も上演している。 
2013年までプログラム・ディレクターを務めた相馬千秋によると、フェスティバルの継続的実施に対して、助成金の確保は流動的で苦労も多く、例えば、助成金の申請が却下されたため他の助成金の枠組みに改めて申請し直したことや、本来は3年毎に1度しか支給対象とはならない文化庁の助成金を確保するためにフェスティバルの名称変更を行うなどの工夫を施している。
東京都は、東京オリンピック招致活動に伴う文化予算の付与を行い、その際に「東京文化発信プロジェクト」の枠組みが作られ、招致活動以降も恒常的に予算が付与される仕組みが作られた。フェスティバル/トーキョーでは、その仕組みにより東京都からは、恒常的な予算確保を行えるようになった。
2014年から市村作知雄がディレクターに就任。2018年から、長島確がディレクター、共同ディレクターに河合千佳。

## NPO法人アートネットワーク・ジャパン
特定非営利活動法人アートネットワーク・ジャパンは、日本のNPO法人。
フェスティバルでは各回ごとに実行委員会が結成され、そこで任命された事務局長が事務局を組織・運営してきた。フェスティバルの安定的な運営のため、2000年3月東京都に「特定非営利活動法人アートネットワーク・ジャパン」として、NPO法人の認証を取得し、『東京国際舞台芸術フェスティバル2000』以降は、アートネットワーク・ジャパンの主催となった。
ただし、『フェスティバル/トーキョー09春』より、各回ごとに実行委員会が結成される方式に戻り、アートネットワーク・ジャパンは事務局機能を担うこととなった。フェスティバル/トーキョーの実行委員会は、アートネットワーク・ジャパンのほか、東京都、公益財団法人東京都歴史文化財団、豊島区、公益財団法人としま未来文化財団によって構成されている。
ちなみに、アートネットワーク・ジャパンは、フェスティバルの運営以外にも、たちかわ創造舎の運営や、その他文化事業の運営も行っている。過去には、にしすがも創造舎の運営や、川崎市アートセンターの管理業務の受託なども行っていた。

## ディレクター
- 長嶋確　2018年-
- 市村作知雄 2002年-2007年:TIFディレクター、2008年:エグゼクティブディレクター, 2014年-2017年
- 相馬千秋 2008年:TIFディレクター、2009年-2013年:プログラム・ディレクター

## 開催履歴
- 1988年8月1日-8月31日 東京国際演劇祭'88池袋[9][10]
- 1990年10月26日-12月2日 東京国際演劇祭'90[11]
- 1992年8月29日-10月31日 東京国際演劇祭'92[12]
- 1995年9月11日-10月15日 東京国際舞台芸術フェスティバル'95[13][14]
- 1997年9月20日-10月31日 東京国際舞台芸術フェスティバル'97[15][16]
- 1999年9月23日-10月31日 東京国際舞台芸術フェスティバル'99
- 2000年10月13日-12月11日 東京国際舞台芸術フェスティバル2000
- 2001年10月12日-12月9日 東京国際舞台芸術フェスティバル2001
- 2002年9月10日-12月23日 東京国際芸術祭
- 2004年2月12日-3月28日 ユーラシア・フェスティバル - 東京国際芸術祭10回記念
- 2005年2月2日-3月28日 東京国際芸術祭2005
- 2006年2月10日-3月27日 東京国際芸術祭2006
- 2007年2月1日-3月30日 東京国際芸術祭2007
- 2008年2月21日-3月23日 東京国際芸術祭2008
- 2009年2月26日-3月29日 フェスティバル/トーキョー09春
- 2009年10月23日-12月21日 フェスティバル/トーキョー09秋
- 2010年10月30日-11月28日 フェスティバル/トーキョー10
- 2011年9月16日-11月13日 フェスティバル/トーキョー11
- 2012年10月27日-11月25日 フェスティバル/トーキョー12
- 2013年11月9日-12月8日 フェスティバル/トーキョー13
- 2014年11月1日-11月30日 フェスティバル/トーキョー14
- 2015年10月31日-12月6日 フェスティバル/トーキョー15
- 2016年10月15日-12月11日 フェスティバル/トーキョー16
- 2017年9月30日-11月12日 フェスティバル/トーキョー17
- 2018年10月13日-11月18日 フェスティバル/トーキョー18
- 2019年10月5日-11月10日 フェスティバル/トーキョー19

## 刊行物
- 『ロメオ・カステルッチ 神曲―三部作パンフレット』フェスティバル/トーキョー実行委員会 ISBN 978-4990518318
- 『フェスティバル/トーキョー09ドキュメント』フェスティバル/トーキョー実行委員会 ISBN 978-4990518301
- 『個室都市東京―ドキュメント』Port B ISBN 978-4990456801
- 『フェスティバル/トーキョー10ドキュメント』フェスティバル/トーキョー実行委員会 ISBN 978-4990518325
- 『フェスティバル/トーキョー11ドキュメント』フェスティバル/トーキョー実行委員会 ISBN 978-4990518332
- 『はじまりの対話 PortB「国民投票プロジェクト」 現代詩手帖特集版』思潮社 ISBN 978-4783718697
- 『フェスティバル/トーキョー12ドキュメント』フェスティバル/トーキョー実行委員会 ISBN 978-4990518349